# Eddie Tolan
Eddie Tolan (29. září 1908 Denver, Colorado – noc z 30. ledna na 31. ledna 1967 Detroit, Michigan) byl americký atlet, věnující se sprintu na 100 a 200 metrů. Jako čtvrtý atlet v historii olympijských her získal tzv. „běžecké double“ na nejkratších běžeckých tratích 100 a 200 metrů. Podařilo se mu to na Letních olympijských hrách 1932 v Los Angeles.

## Rekordní rychlost
V roce 1932 byla při stometrovém sprintu na OH v Los Angeles Tolanovi změřena maximální rychlost běhu 36 stop za sekundu (asi 10,97 m/s; tedy 39,5 km/h). Jednalo se o tehdejší rychlostní světový rekord běžícího člověka.

## Příbuzenství
Tolan je strýc bývalého basketbalisty NBA Bobbyho Tolana.